# Otocepheus longior
Otocepheus longior är en kvalsterart som först beskrevs av Berlese 1905.  Otocepheus longior ingår i släktet Otocepheus och familjen Otocepheidae. Inga underarter finns listade i Catalogue of Life.